# Celatoblatta anisoptera
Celatoblatta anisoptera es una especie de cucaracha terrestre del género Celatoblatta, tribu Celatoblattini, subfamilia Polyzosteriinae. Fue descrita científicamente por Johns en 1966.

## Distribución
Se distribuye por Oceanía: Nueva Zelanda.